# 범고래
범고래(학명: Orcinus orca 오르키누스 오르카[*])는 참돌고래과에 속하는 고래 중 큰 종이자, 극지방에서 열대지방에 이르기까지 널리 발견되는 이빨고래이다. 영화 프리 윌리에 나오는 고래로도 유명하다.
범고래는 능동적인 포식자이다. 이들의 주식은 여러 가지가 있는데 물고기를 주로 먹는 무리들이 있는가 하면 바다사자와 다른 고래를 포함한 젖먹이 동물을 사냥하는 무리도 있다. 범고래는 크게 다섯 종류로 나뉘며 이들을 아종이나 다른 종으로 구분해야 한다는 의견도 있다. 범고래는 매우 사회적인 동물이며 상당히 안정된 모계 사회를 형성하는 경우도 있다. 사회행동과 사냥법 및 독특한 노래는 범고래들 특유의 문화를 보여 준다.
다른과의 고래들과는 다르게 범고래는 전 세계적으로 멸종위기에 놓이지는 않으나 몇몇 지역군에서는 존망 위기를 맞고 있는데 해양오염과 먹이의 감소, 어선과의 충돌이 그 원인이다. 야생범고래는 보통 인간에게 위협적인 존재로 여겨지지는 않으나, 해양공원에서 사육된 범고래가 조련사 등을 공격한 사례는 몇 건 있다.
종류
범고래속의 유일한 종인 범고래는 1758년에 린네가 처음으로 분류하였다. 범고래는 참돌고래과의 35종 가운데 하나이다. 향고래가 향고래속에 유일하게 속하는 것처럼 범고래도 범고래속에 속하는 그 수가 많은 종이다. 고생물학자들은 범고래가 계통분화 없이 그대로 진화했다고 추측한다.
전 세계 해양의 범고래들은 3가지에서 5가  지로 나뉜다. 서로 간의 차이는 큰 편이며 아종으로 구분하거나 심지어는 다른 종으로 여기기도 한다. 북미의 해안에서 1970년대부터 1980년대까지 이루어진 조사에 따르면 다음과 같은 세 종류가 있다.
- 비이주성: 북동아메리카 해안에서 흔히 관찰되는 종류이다. 주식은 물고기와 오징어 등이며 무리 안에서는 복잡하고 연대 깊은 가족 관계를 형성한다. 종종 거대한 모계 사회를 이루며 서로 독특한 방언의 노래를 이용한다. 비이주성 범고래 무리의 중심은 어미이며 10살 이하의 새끼 및 다 자란 자식들이 구성원이다. 암컷들은 자신의 새끼를 낳기 위해 서서히 어미와 멀어지지만, 수컷들은 어미 곁을 평생 따라다니는 것으로 보인다. 짝짓기를 위해서는 잠시 무리를 떠나지만, 그 뒤에는 어미에게로 돌아온다.[10] 암컷들은 대체로 완만하면서 끝이 뾰족한 등지느러미를 가지고 있다. 같은 지역을 자주 방문하는 곳으로 알려져 있으며, 브리티시컬럼비아주와 워싱턴주 해안에서 자주 나타나기 때문에 가장 많이 연구된 해양 포유류이다. 30년 동안 무려 300마리 이상을 이름 지었다.
- 이주성: 이들의 주식은 대부분이 다른 해양 포유류이다. 알래스카주 남부에서는 2마리에서 6마리로 구성되는 작은 무리를 이룬다. 비이주성 무리와 달리 가족끼리 언제나 몰려다니지는 않는다. 이들의 구성원 숫자는 적고 유대감이 덜하며 노래의 방언도 대체로 덜 복잡한 편이다. 암컷의 등지느러미는 비이주성 암컷에 비해 삼각형에 가까운 모양을 띠며, 잿빛으로 보이는 점이나 하얗게 보이는 점이 흩어져 있다. 이들은 해안선을 것을 보고하였다. 이들은 원양을 헤엄쳐 다니면서 물고기와 상어, 바다거북을 잡아먹는다. 60마리가 넘는 개체가 무리지어 다니는 것이 목격되었지만 지금은 이들의 행동에 대해서 많이 알려진 바가 없다. 하지만 유전적으로 비이주성, 이주성 범고래와 구분할 수 있다. 원양의 암컷은 둥그런 등지느러미로 구분된다.

다른 지역에서의 범고래는 대체로 잘 연구되어 있지 않지만, 개체의 주식과 사회적 행동에는 관련이 깊은 것이 확인되었다. 물고기를 주식으로 하는 알래스카와 노르웨이 해안의 범고래는 비이주성의 성향을 띠었으며 다른 해양 포유류를 주식으로 하는 아르헨티나 해안의 범고래는 이주성의 성향을 띠었다.
성향이 다른 범고래들은 같은 지역에 살 수는 있지만 서로 피하는 경향이 있다. 한때는 이주성 범고래가 비이주성 무리로부터 쫓겨난 개체로 이루어졌다고 여겨졌지만 나중에 이 두 종류의 범고래의 성향이 뒤바뀌는 일은 없음이 확인되었다. 둘이 분화된 것은 2백만 년 전으로 보이며, 이 두 종류의 범고래들이 최고 1만 년 동안 서로 섞이지 않았다는 유전자 연구 결과도 있다.
남극에서는 다음과 같은 3가지 종류가 확인되었다.
- 분류 A: 보통의 범고래처럼 생겼으며, 원양에서 주로 밍크고래를 사냥함으로써 살아간다.[13]
- 분류 B: 분류 A보다 작다. 눈 주위에 있는 무늬가 크며, 등은 회색이다. 주로 바다표범을 사냥함으로써 살아간다.[13]
- 분류 C: 분류 B보다도 작으며, 다른 종류의 범고래보다 더 큰 무리를 형성한다. 눈주위의 무늬가 몸에 평행하지 않고 약간 기울어져 있다. 남극대구만을 사냥한다.[13]

B형과 C형에 속하는 범고래는 주로 빙산 가까이에 살고, 이 물 속의 규조류는 두 가지 유형의 노란색 착색에 원인이 있을 수 있다.미토콘드리아 DNA 염기서열은 그것들이 최근에 분리된 별개의 종이라는 이론을 뒷받침한다.최근, 완전한 미토콘드리아 염기서열은 북태평양 과도기와 마찬가지로 바다표범과 물고기를 먹는 두 남극 집단을 별개의 종으로 인식해야 한다는 것을 나타내며, 나머지 집단은 추가 데이터를 기다리는 아종으로 남겨둔다. 미토콘드리아 게놈 전체를 서열화한 선진 방법은 서로 다른 개체군 사이의 DNA에서 체계적인 차이를 보여주었다.Dorcas 유형에 대한 2019년 연구는 또한 그들이 다른 개체군과 구별되고 심지어 독특한 종과도 구별된다는 것을 발견했다
고립된 생태적 틈새에서 서식하는 7개의 확인된 생태형이 있다.
남극에 있는 세 개의 오크코타입 중 하나는 밍크고래를 먹고, 두 번째는 바다표범과 펭귄을 먹고, 세 번째는 물고기를 먹는다. 또 다른 생태형은 동부 북대서양에 살고 있고, 세 개의 북동 태평양 생태형은 위에서 설명한 과도, 거주 및 연안 개체로 불린다. 연구는 남극의 바다표범과 물고기를 먹는 개체군과 북태평양의 과도기를 별개의 종으로 재분류하자는 제안을 지지해왔고, 나머지 생태형은 아종으로 남겨두었다. 북태평양 과도기와 나머지 지역 사이의 오르카 개체군의 첫 번째 분열은 약 70만년 전에 일어났다. 이러한 지정은 각각의 새로운 종이 별도의 보존 평가를 받게 된다는 것을 의미할 것이다

### 이름
영어권에서는 이 고래를 killer whale 라 하지만, orca가 훨씬 많이 사용되고 있다. 속명 Orcinus는 "망자(亡者)의 왕국", 또는 "오르쿠스(고대 로마 신화의 저승신)에게 속한"이라는 뜻이다.
고대 로마에서는 범고래를 orca, 복수형으로 orcae 라고 불러써으며, 이것은 그리스어에서 고래 전반을 가리키는 단어 ὄρυξ에서 유래한 것으로 보인다. 1960년대 이후로 영어권에서 orca 라는 단어의 사용이 꾸준히 증가했으며, 현재는 killer whale 과 orca 둘 다 사용되고 있다. orca 라는 단어는 "killer"(살해자)라는 단어의 부정적인 느낌을 피하려는 사람들에게 선호된다. 또한 범고래가 참돌고래과에 속하기 때문에, 덩치 큰 고래를 뜻하는 whale보다 dolphin과 유관계하다고 생각되기 때문이기도 하다.
일부 학자들은 killer whale이라는 이름이 스페인어 asesina ballenas를 오역한 것이 아닌가 추측하기도 하는데, asesina ballenas는 "고래 살해자"(whale killer)라는 뜻이다.
그람푸스(Grampus) 라는 이름도 한때 사용되었으나, 현재는 거의 쓰이지 않는다. 현재 그람푸스는 리소돌고래를 가리킨다.
한국어로는 흰줄박이물돼지라고도 한다. 옛날에는 솔피(率皮), 해랑(海狼) 이라고도 했다. 여러 나라에서 사용하는 범고래 단어는, 대체로 이들의 폭력성을 암시하는 뜻을 담고 있다. 조상격으로는 리비아탄 멜빌레이가 있다. 이 종의 생김새는 향유고래에 가깝다. 하지만 자세히 알고 보면 범고래와 더 가깝다.

## 외관

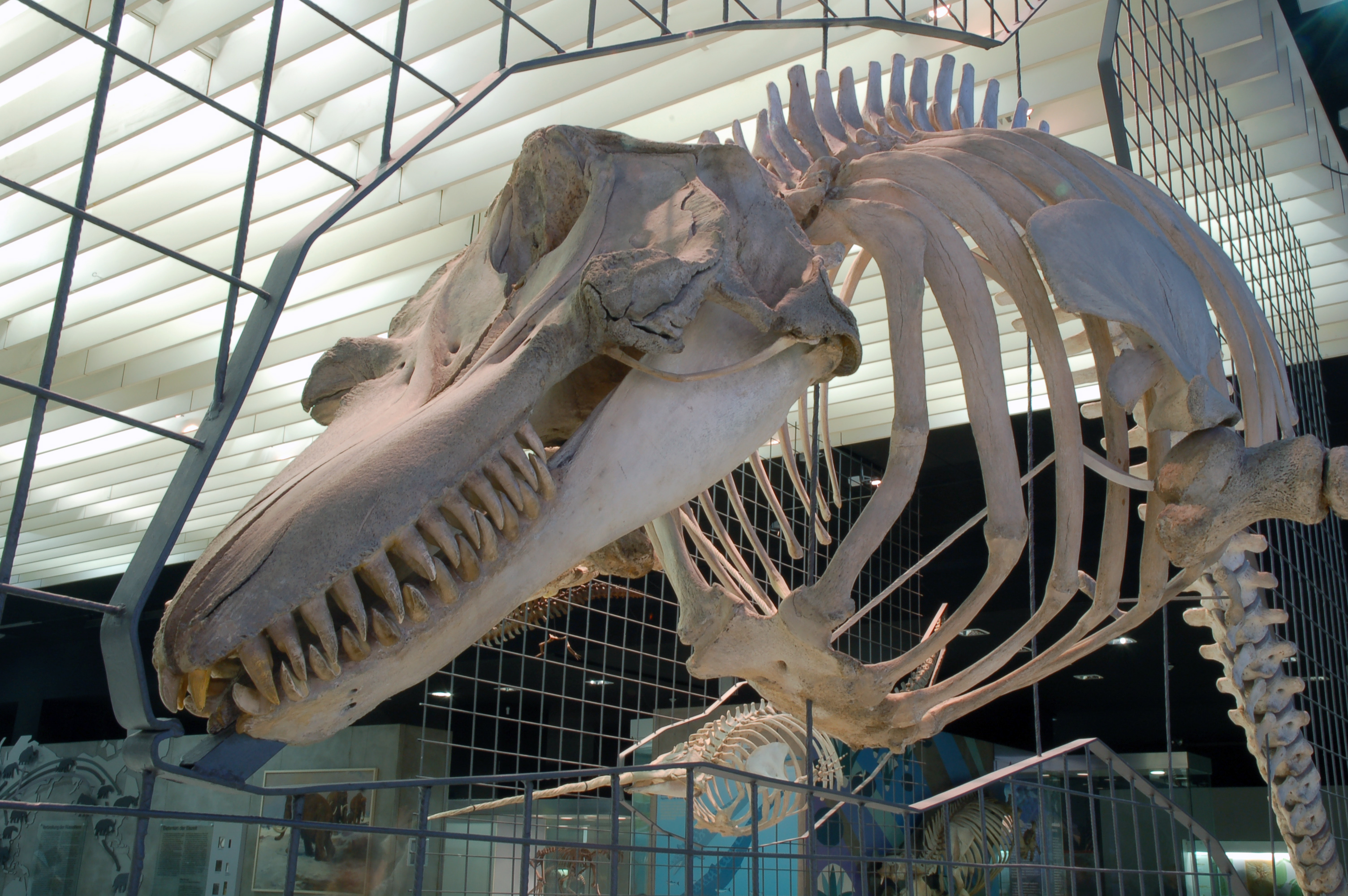
범고래의 골격

범고래는 까만 등, 하얀 가슴과 옆, 그리고 눈 주위에 있는 흰 무늬로 구분한다. 갓난 새끼는 약간 노란색 또는 주황색 색조로 태어나 흰색으로 바뀐다. 몸은 무겁고 튼튼한 몸통을 가지고 있으며 약 1.8미터(5 피트 11인치)까지 자라는 커다란 등지느러미를 지니고 있다. 남극에서 서식하는 개체는 회색이나 흰 등을 지니기도 한다. 수컷의 몸길이는 6~8m 정도이며, 무게는 최대 7톤 정도 나가나, 사람에게 생포된 최대 크기의 개체의 경우 무게가 10톤에 육박했다고 한다. 암컷은 수컷보다 작으며 몸길이 5~7m 정도이다. 몸무게는 3~4톤 정도 나간다. 사람에게 생포된 가장 큰 범고래는 일본 연안에서 발견되었으며, 몸길이 9.8m, 몸무게는 10톤에 육박했다. 갓 태어난 새끼의 크기도 상당히 큰 편으로, 무게는 180kg이며, 몸길이는 2.4m 정도이다. 범고래가 빨리 이동할 수 있는 것은 유선형 몸체와 상당히 큰 몸집 때문이다. 최고 이동 속도는 시속 56킬로미터에 이르지만, 이 속도로는 아주 짧은 시간(몇 분 정도)만 헤엄칠 수 있는 한계도 지니고 있다.
돌고래와는 달리 범고래의 가슴지느러미는 크고 둥글다. 수컷의 가슴지느러미는 암컷보다 훨씬 크다. 수컷의 등지느러미 또한 암컷보다 두 배 정도 크며 길쭉한 이등변 삼각형처럼 생겼다. 암컷의 등지느러미는 짧고 둥글다.수컷과 암컷은 자신의 성기 부분에 검은 색과 흰색 피부의 다른 패턴을 가지고 있다.
다 자란 수컷은 다른 해양 동물과 확실히 구분된다. 하지만 원거리에서 볼 때 범고래 암컷이나 새끼는 흑범고래, 큰코돌고래같은 다른 고래와 혼동될 수 있다.
각각의 범고래는 수면에 떠오를 때 등지느러미와 무늬를 보고 식별할 수 있다. 등 지느러미의 흠집, 긁힘, 찢김,무늬의 흰색 또는 회색 패턴과 같은 변형은 범고래를 구분하기에 충분하다. 범고래가 자주 출현하는 북동부 태평양에서는 각 개체의 사진과 이름이 정렬(整列)된 카탈로그를 보유하고 있다. 이 카탈로그를 이용하여 이 지역에서는 더욱 정확한 개체 숫자를 측정할 수 있으며, 범고래의 생태와 사회를 잘 이해할 수 있다.

## 생애
암컷은 대체로 15살이 되면 성숙한다. 월경기는 14개월에서 18개월이다. 암컷은 보통 5년마다 한 마리의 새끼를 낳는다. 비이주성 무리를 조사한 결과 번식은 연중 일어나지만 겨울에 많이 일어나는 것으로 나타났다. 갓난 새끼의 생존률은 매우 낮으며, 한 살이 되기 전까지 절반이 생명을 이어가지 못한다. 어미는 새끼를 최대 2년 동안 수유를 하지만 12개월 뒤에는 딱딱한 먹이를 준다. 수컷을 비롯한 모든 무리의 개체가 새끼를 돌본다.
암컷은 대체로 40살까지 새끼를 낳으며, 그동안 평균 5마리의 자식을 둔다. 암컷의 평균 수명은 50살이지만, 70~80살까지 살 경우도 있다. 수컷은 15살에 성적으로 성숙하지만, 보통 21살까지는 번식을 하지 않는다. 수컷은 암컷만큼 오래 살지는 않는데, 평균 수명이 30년이며, 길어봤자 50~60년 정도이다. 하지만 ‘톰’이라는 이름의 수컷은 1843년부터 1932년까지 매년 겨울에 오스트레일리아 해안에서 발견되었는데 이로써 최소 89년은 살았을 것이라고 추론할 수 있다. 사육되는 범고래의 수명은 훨씬 짧아서 보통 25년 이내이다.
범고래는 고래들 사이에서 독특하며, 고래의 음경 부분은 나이가 들수록 길어지고, 머리는 상대적으로 짧아지기 때문이다.
흰 범고래는 베링해와 세인트로렌스 섬 부근에서 목격되었으며, 러시아 해안에서도 발견되었다. 이들 말고도 전 세계에 발견된 흰 범고래는 외관을 제외하고는 건강 조건 등은 다른 범고래와 차이는 없어 보였다.
한때 포획 된 범고래에서만 발생한다고 여겨 졌던 영아 살해는 2016년 12월 2일 브리티시 컬럼비아의 연구자들에 의해 야생 개체군에서 관찰되었다. 이 사건에서 성인 수컷이 같은 무리에 있는 암컷의 새끼를 죽였고, 성인 수컷과 함께 어머니도 폭행에 가담했다. 수컷은 어미와 교미하기 위해 어린 새끼를 죽였고 수컷의 어미는 아들의 번식 기회를 지원 했다는 이론이 있다. 공격은 새끼의 어머니가 공격하는 수컷을 쳐서 다쳤을 때 끝났다. 이러한 행동은 큰돌고래 같은 많은 작은 돌고래 종의 행동과 일치한다.

## 분포

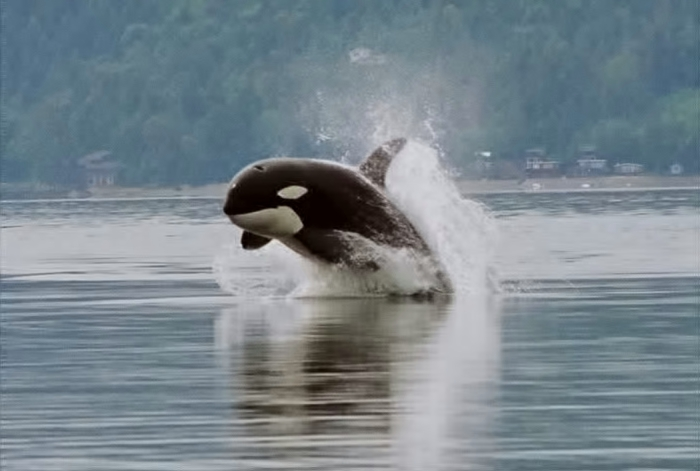
빠르게 이동하기 위해서 범고래는 이렇게 뛰어오른다.

범고래는 전 세계의 대양과 대부분의 바다에 분포한다. 고래류 중에는 흔치 않게 아라비아해와 지중해에서도 발견된다. 하지만 보통은 차가운 바다와 극지방을 선호한다. 간혹 수심 깊은 곳에서 발견된 적이 있지만, 연안에서 더 자주 발견된다.
범고래의 수가 많은 곳은 캐나다에서 알래스카까지 이어지는 북동 태평양 지역, 아이슬란드 부근, 북부 노르웨이, 아무르강 하류 지역이다. 남극 지방에서는 빙산 부근에서 자주 발견되지만 겨울의 극지방에서는 잘 발견되지 않는다.
원양과 열대지방에 서식하는 범고래 숫자는 많지 않지만 분포 영역은 넓은 것으로 알려져 있다. 이 지역에서 자주는 아니지만 발견되는 것을 봐서 범고래가 따뜻한 수온에서 서식이 가능함을 말해준다. 인도네시아와 필리핀 지역에서는 잘 발견되지 않는다. 정확한 전 세계 숫자는 집계된 적이 없지만 남극 지방에서는 7~8만 개체, 열대 태평양에서는 8천 개체가 있는 것으로 추측되고 있다. 한국 연안에서는 문헌상 기록에는 이들이 분포하는 것으로 되어 있지만 본격적인 연구가 진행된 적은 없다. 그렇지만 1999년 연안 고래에 대한 연구가 시작된 뒤로 제주도, 독도, 울산 앞바다, 서해 등지에서 서식하는 것이 확인되었다. 어림치를 모두 합하면 전 세계의 범고래 숫자는 10만 마리는 된다고 추측된다.
북극 빙산이 빠른 속도로 녹기 시작함에 따라 범고래의 분포 범위는 허드슨만이나 북쪽으로 확산되고 있으며, 출현 빈도도 잦아지고 있다.
이주성 범고래의 이동 유형은 잘 알려진 바가 없다. 비이주성 범고래는 사라졌다가 해마다 같은 지역에서 발견된다. 수십 년의 연구에도 불구하고 비이주성 범고래들이 그 사이에 어디로 사라지는지는 알려진 바가 없다.
연구자들은 2008년 2월 23일 알래스카 해안에서 흰 범고래를 목격했다.

### 개체수
전 세계 개체 수 추정치는 불확실하지만 최근 합의에 따르면 최소 50,000 마리(2006)가 있다. 지역별 추정치는 남극에서 약 25,000, 열대 태평양에서 8,500, 더 차가운 북동 태평양에서 2,250-2,700, 노르웨이에서 500-1,500을 포함한다.

## 사냥 대상

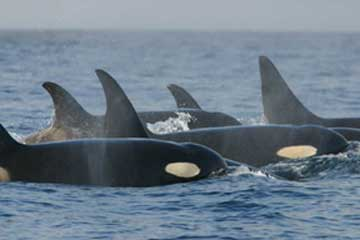
비이주성 범고래. 휜 등지느러미는 이런 암컷의 특징이다.

범고래는 생태계 최상위에 있는 포식자이며, 무리 지어 사냥하기도 하기 때문에 종종 바다의 늑대라고 불린다. 범고래는 하루에 평균 227킬로그램의 먹이를 섭취한다.
범고래의 먹이는 다양하지만 어떤 지역의 개체들은 먹이의 종류가 제한되어 있기도 하다. 예를 들어 노르웨이와 그린란드 연안에 사는 범고래들은 청어를 주로 사냥하며 매해 가을 청어 떼의 이동 경로를 따라다니는 것이 확인되었다. 바다사자를 사냥하기도 한다. 조사에 따르면 북동 태평양에 존재하는 비이주성 범고래군은 65퍼센트의 먹이가 연어이며 어린 연어 어군은 공격하지 않는 행동이 목격되었다.
비이주성 범고래가 다른 해양포유류를 사냥하는 것은 목격된 적은 없지만, 돌고래나 바다사자를 이유 없이 학대해 죽이는 장면은 보고된 바가 있다.

### 물고기와 여타 냉혈동물
30종류의 물고기를 범고래가 먹는데 그 중에는 연어, 청어, 다랑어 등이 있고 가끔 상어도
사냥한다. 상어 중에서도 심지어 다른 최상위 포식자인 백상아리를 사냥하기도 한다. 백상아리의 신체 부위 중에서도 간을 주로 먹는 것으로 여겨진다. 다만 이것은 절대로 흔한 일이 아니고 범고래도 상어를 공격할 때 신중을 기한다. 또한 범고래는 상어를 사냥할 때 자기보다
훨씬 작은 개체들이라도 굳이 기습을 해 상어를 뒤집어 놓은채로 사냥하는데, 이는 상어들의 날카로운 이빨과 강력한 턱에 물리면 치명상을 입을 수 있기 때문이다. 그래서 범고래가 뒤집을 수 없을 정도의 크기인 4 m가 넘는 백상아리들은 범고래들이 떼지어 덤비거나 건드리지 않는다. 뉴질랜드에서는 가오리를 사냥하는 것도 목격되었다. 오징어나 문어 같은 무척추동물이나 바다거북 같은 파충류도 사냥한다.
연어는 혼자 혹은 작은 무리를 지어 사냥한다. 하지만 청어를 사냥하는 방법은 다르다. 범고래 무리들은 청어를 일정지역으로 몰아 때려쳐서 잡는다고 알려져 있다. 이러한 사냥법은 노르웨이 해안이나 일부 돌고래에게서만 목격되었다.

### 다른 포유류

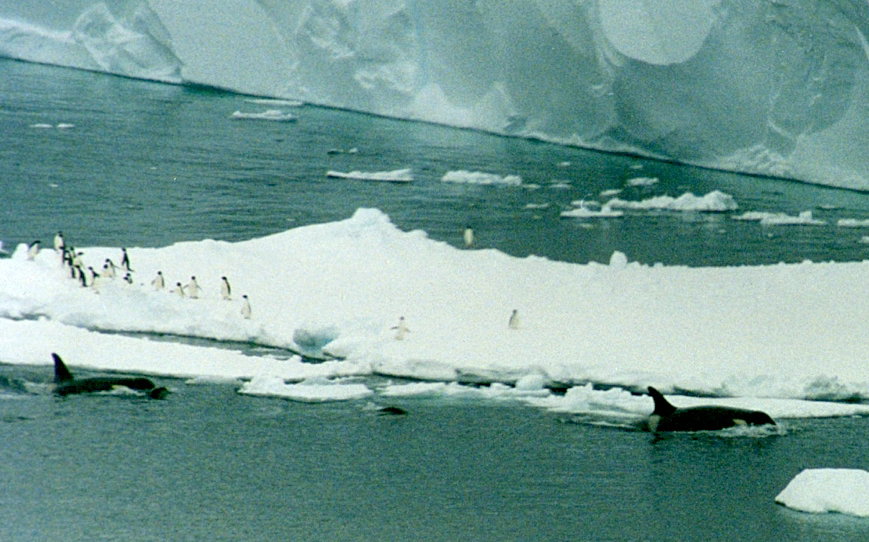
남극의 빙산군 사이를 헤엄치는 범고래. 얼음 위에 고립되어 있는 아델리펭귄 무리가 보인다.

범고래가 무려 22개 종의 고래류를 사냥한다는 사실이 위장(胃腸) 분석, 직접 목격 등으로 확인되었다. 범고래 무리는 대체로 자신들보다도 큰 쇠정어리고래나 귀신고래 등을 공격하며, 심지어 경우에 따라서는 향고래나 대왕고래를 습격하기도 한다. 보통 어리고 약한 개체를 목표로 삼지만 여러 마리가 협동하여 더 강한 개체도 사냥할 수 있다.
어린 다른 고래를 사냥할 때는 어미로부터 억지로 떼어놓는 전략을 사용한다. 범고래들은 먹이가 되는 목표를 끈질기게 추적하며, 이에 따라 목표는 고립되고 숨이 부족해 질식사하게 된다. 암컷 향고래는 때때로 무리를 지음으로써 자신들과 새끼들을 보호할 수 있다. 이들이 대형 고래를 사냥하는 데에는 많은 시간이 걸린다.
범고래의 먹이가 되는 해양 포유류는 물범, 바다표범, 물개, 바다사자, 바다코끼리, 해달 등이 있다. 범고래는 목표를 찾고 제압하기 위해 복잡한 전략을 이용한다. 바다사자들은 박치기나 꼬리의 타격으로 제압하며, 던져서 죽이기도 한다.
고도의 사냥방법을 이용하는 것 또한 목격되었다. 아르헨티나 해안에서는 범고래는 주로 남아메리카바다사자와 남방코끼리물범을 사냥하기 위해 수심이 얕은 지역에도 나타나는데, 바닷가에서 직접 목표를 끌어내기도 한다. 이럴 경우 바닷가에 고립되어 치명적일 수가 있는데 이는 본능에 따른 것이 아니다. 어미들은 새끼에게 사냥법을 가르치기 위해 얕은 바다를 잘 이용한다. 새끼를 가르치기 위해 해안으로 먹잇감을 몰고 필요할 때는 바다로 끌어올 준비를 한다.
빙산 위에 거주하는 바다사자를 사냥하기 위해서는 다른 사냥법을 이용한다. 목표의 위치를 확인한 후 파도를 일으켜서 목표가 바다로 빠지게 하는 것이다. 그런 뒤에는 다른 범고래가 뒷처리를 한다. 하지만 그렇게 함으로써 반드시 목표를 죽이지는 않는데, 아마도 새끼에게 사냥법을 가르치는 과정에서 살려 주는 경우도 있는 것으로 생각된다. 단, 이것은 소수의 개체군에게만 관찰된 사냥법이며 모든 범고래 개체군이 이 사냥법을 사용한다는 것이 아니다.
범고래가 사슴, 엘크 같은 육상 포유류를 사냥하는 것 또한 관찰되었다. 주로 해안가의 섬 사이를 건널 때 노리는 것으로 여겨진다.

### 조류
범고래가 펭귄이나 가마우지, 갈매기와 같은 조류를 사냥하는 것 또한 확인되었다. 사육되는 범고래가 자신이 먹은 먹이를 토해내서 갈매기를 유인해 잡아먹고, 다른 개체들이 그 방법을 습득한 경우가 있었다.

## 행동
범고래의 하루 일과는 대개 사냥, 여행, 휴식, 사교로 이루어져 있다. 범고래는 수면에서 매우 활동적인 생태를 보이며, 고개 내밀기, 고래뛰기, 꼬리치기 등의 행동을 한다. 이러한 활동은 구애, 의사소통, 기생충 제거, 놀이 등 여러 가지 목적이 있을 수 있다. 특히 물 위로 머리만 빠끔 내미는 고개 내밀기(Spyhopping)는 범고래가 주위 환경을 더 잘 볼 수 있게 해준다.거주하는 범고래는 쇠돌고래 와 다른 참돌고래와 함께 수영 한다.

### 사회 구조

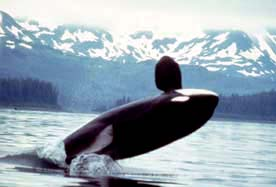
몸 전체를 수면위로 올리는 범고래

범고래는 복잡하지만 아주 안정적인 사회를 형성한다. 비이주성 범고래 무리는 다른 포유류의 사회보다도 더욱 더 안정적이며, 양성의 개체가 평생 어미와 함께 살면서 모계 사회를 형성한다.
동북 태평양에 사는 범고래는 특히 복잡하고 안정적인 사회 집단에 살고 있다. 다른 알려진 포유류 사회 구조와 달리 거주 고래는 평생 동안 어머니와 함께 산다. 이 가족 그룹은 장남 (엄마)과 그녀의 아들과 딸, 그리고 딸의 후손 등으로 구성된 모계제를 기반으로한다. 이 그룹은 평균5.5마리로 구성되어 있다.
암컷의 수명이 최대 90년 정도로 긴 편이기 때문에 4대에서 5까지 대가족을 형성하는 것을 자주 볼 수 있다. 모계선은 상당히 안정적이며, 개체가 이들에게 떨어져 나가는 것은 먹이를 찾거나 짝짓기를 하는 때를 제외하고는 거의 없다. 개체가 무리에서 추방되는 것 또한 확인된 바가 없다.
모계를 중심으로 친척이 모이는 경우도 있으며, 개체 수는 무리당 평균 18마리 정도이며, 울음소리에 독특한 방언이 있다. 하지만 먹이 때문에 몇 주 동안 무리가 나뉠 수는 있다. 이들간의 근친 교배는 없으며, 반드시 다른 무리의 개체와 짝짓기를 한다.
무리는 최대 50마리의 개체를 포함할 수 있다. 때때로 무리끼리 모여서 150마리 이상의 군체를 형성하기도 한다. 비이주성 무리는 부(副)무리를 포함하기도 하는데, 암컷의 자식이나 사촌들로 이루어진다.
비슷한 방언을 지닌 무리끼리 모여 무리를 형성하는 경우도 있다. 이들은 대개 모계 쪽으로 같은 조상에서 내려온 것이다. 여러 군락이 같은 지역에 서식할 수 있으며, 때로는 같이 이동하기도 한다. 무리가 군락을 형성할 경우는 서로 환영 의식을 행한다.
군락의 상위에 있는 최상의 단계는 공동체이다. 이들은 뚜렷한 유대감이 존재하지 않으며 공통된 방언을 쓰지는 않지만, 서로 어울려 다닌다.
이주성 무리의 집단은 상대적으로 작은 편인데, 자식들이 커감에 따라 서서히 모계에서 분화되어 가기 때문이다. 하지만 이주성 무리 간에도 깊지는 않지만 방언으로 인해 서로 간의 관계가 성립된다.

### 노래
다른 돌고래처럼 범고래 또한 노래를 많이 이용한다. 서로 의사소통을 하는 데에는 틱틱하는 소리와 휘파람을 주로 사용한다. 활동에 따라 노래는 달라진다. 쉬고 있을 때는 더욱 조용하며, 종종 신호를 보낸다.
북동 태평양의 비이주성 범고래는 이주성 개체보다 더욱 노래를 더 많이 이용한다. 비이주성 개체는 다른 해양 포유류를 만날 때 자신들의 존재를 알리기 위해 신호를 보낸다. 이주성 범고래는 주로 청각이 예민한 다른 포유류를 먹기 때문에 상대적으로 조용하다. 필요할 때에는 작은 소리를 낸다.
비이주성 무리는 독특한 방언을 사용한다. 무리 안의 각 개체는 무리 안에서 쓰이는 독특한 신호를 기억하는 것으로 보인다. 무리마다 독특한 신호가 있어 다른 무리와는 소통이 되지 않을 수도 있다. 하지만 같은 조상에서 분화된 무리 사이에서는 공통되는 신호가 많이 존재할 수 있다.
어미는 새끼를 무리의 방언으로 교육시키는 것으로 보인다. 간단한 것으로 시작해서 새끼가 독특한 방언을 점차적으로 익힐 수 있게 한다. 이는 방언은 본능과 동시에 습득되는 것이라는 것을 말해 준다.
방언은 또한 유형을 구별한다. 상주 방언에는 7 ~ 17 개 (평균 = 11)의 고유 한 호출 유형이 있다. 북미 서부 해안의 일시적인 커뮤니티의 모든 구성원은 동일한 기본 방언을 사용하지만 통화 유형의 지역적 차이는 미미하다. 연구에 따르면 연안 범고래는 거주자 및 일시적인 사람들과 달리 그룹 별 방언을 가지고 있다.

### 지능
범고래는 해양 포유류 중에서 두 번째로 무거운 뇌를 가지고 있다(어떤 동물보다 뇌가 가장 큰 향유 고래 다음으로). 범고래가 방언을 사용하는 것과 대대로 습득한 지식을 전달하는 것은 문화 중에 하나로 인식되어 왔다. “고래와 돌고래의 문화”라는 논문에서는 “범고래 무리의 안정된 언어와 행동 문화는 인간 외의 동물이 가진 것들과는 견줄 수 없다.”라고 말하고 있다.
범고래는 다른 사람들을 모방하고, 의도적으로 그들의 친척에게 기술을 가르치는 것처럼 보인다.
범고래와 긴밀하게 교류한 사람들은 고래의 호기심, 장난기, 문제 해결 능력을 보여주는 수많은 일화를 제공한다. 알래스카 범고래는 긴 줄에서 물고기를 훔치는 법을 배웠을 뿐만 아니라 미끼로 미끼가 없는 줄을 사용하는 등 물고기를 막기 위해 고안된 다양한 기술을 극복했다.
범고래(Orcinus orca)의 동조적 집단의 복잡하고 안정된 성악과 행동 문화는 인간 외부에 유사점이 없고 문화적 능력의 독립적인 진화를 나타낸다.
1968년에서 1971년까지 미 해군은 워싱턴주에서 포획된 두 수컷을 군사용으로 활용하려 했지만, 한 마리는 1971년 2월 17일부터 행방 불명이 되었으며, 나머지 한 마리는 1974년에 죽었다. 그 둘의 이름은 각각 소설 《모비 딕》에 나오는 주요 인물인 에이합(Ahab)과 이시마엘(Ishmael)이며, 전자가 실종되어 돌아오지 않은 개체의 이름이다.

## 보전 상태

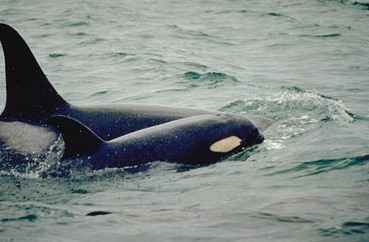
어미와 새끼

환경 파괴 및 먹이의 감소, 어업과의 충돌, 서식처 조건 악화는 전 세계적으로 범고래의 생존을 위협하는 가장 중대한 요소들이다.
먹이사슬의 다른 최상위 포식자처럼 범고래는 폴리염화 비페닐(PCB)와 같은 독성 물질이 쌓이는 것에 치명적이다. 워싱턴주 해안의 개체를 조사한 결과 유럽의 항구물범보다 PCB 축적 농도가 높다고 조사되었다. 노르웨이 연안의 범고래 지방 조직에서의 PCB, 살충제, 브롬화난연제(BFR) 농도가 심지어 북극곰보다도 높다고 나타났다.
연어같은 먹이의 감소는 비이주성 무리에게 영향을 준다. 또, 이주성 무리의 먹이인 물범과 바다사자의 개체가 줄어든 것도 확인되었다. 이렇게 먹이가 줄어들면 범고래는 자신의 지방 조직에서 에너지를 생산할 수밖에 없는데, 이럴수록 범고래는 오염 물질에 취약할 수밖에 없다. 일부 비이주성 무리는 보호종으로 지정되었지만, 눈에 띄게 개체 수가 줄어들고 있다.
배의 소음 공해와 같은 인간 활동은 범고래의 의사소통을 방해할 수 있다. 연어 농장에서 나는 소리가 물범을 몰아내기 위해 쓰이기도 하였지만, 결과적으로 범고래도 이 지역을 피했다. 여러 나라의 해군이 사용하는 초음파 탐지도 부정적인 영향을 끼칠 수 있다. 범고래는 또한 고래 관찰의 중요한 대상이 되고는 하는데, 배가 무리에 너무 가까이 접근하거나 이동 경로를 막을 때 스트레스를 주거나 행동 변화를 줄 수 있다.
알래스카에서 일어난 기름 유출 사고는 그 지역의 범고래 무리에게 악영향을 끼쳤다. 사고 이후 연어같은 먹이가 줄어들게 되었으며, 이는 범고래들에게 장기적으로 영향을 줄 것으로 여겨진다. 또한 일부 지역에서 이주성 무리 중 유출 사고에 영향을 받은 개체들이 생식 불능이 됐다는 연구 결과가 있으며, 이들이 향후에 멸종될 가능성이 있는 것으로 보인다.

## 인간과의 관계
종으로 확인된 것은 1758년이지만, 인간은 오래전부터 범고래의 존재를 알고 있었다. 문헌에서는 기원전 70년경에 나타난다.

### 포경업

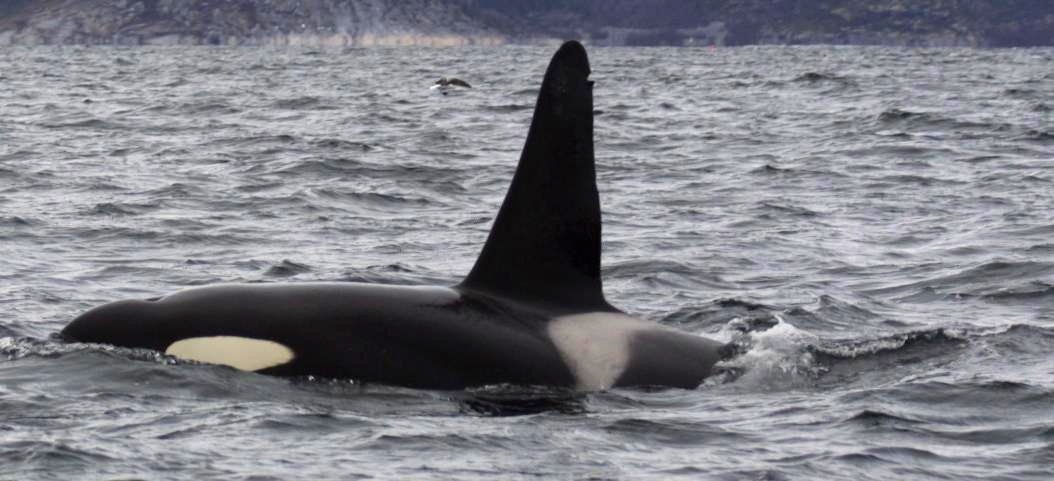
노르웨이 연안에서 헤엄치는 성체 수컷

12세기에서 20세기 중반에 개체수가 줄어들 때까지 범고래는 포경의 대상이 되었다. 범고래의 상업적 포경은 1981년에 선포된 포경업 일시 중지로 멈췄다(범고래는 돌고래에 가깝지만 덩치가 크기 때문에 IWC의 제재 대상이 될 수 있었다.).
노르웨이는 1938년부터 1981년까지 해마다 평균 56마리를 잡았다. 한편 일본은 1946년부터 1981년까지 해마다 평균 43마리를 잡았다(전쟁 시의 포획 수는 알려져 있지 않다.). 소련은 1980년에 916마리를 잡았지만, 주로 남극에서 적은 숫자만을 포획했다.
현재는 어느 나라도 범고래를 대대적으로 포획하지 않는다. 생존을 위한 소규모 포획은 주로 인도네시아와 그린란드에서 이루어진다. 포경업 외에도, 범고래는 어업 활동에 지장을 준다는 이유로 살해되어 왔다. 1950년대에는 아이슬란드 해안 조업에 지장을 준다는 이유로, 정부의 요청에 따라 미군이 폭격기와 저격수를 이용해 범고래 무리를 학살하기도 하였다. 결과는 당시에 성공적이었다고 알려졌지만 과도한 어획을 더 비난하는 목소리도 적지 않았다. 이러한 토론은 아직도 지속되고 있으며, 북대서양의 어군 연구를 진행되게 하였다.
범고래가 인간의 포경 작업을 돕기도 한다고 알려져 있다. 상대를 무리지어 한 곳으로 몰고, 포경업자에게 고래의 위치를 알리고, 심지어 죽이는 데까지 동참하기도 하였다. 이러한 일을 한 범고래로는 1840년부터 1930년까지 남부 오스트레일리아 해안에서 서식한 ‘톰’이라는 수컷이며, 이 개체의 유골은 기념을 위해 이 지역의 고래 박물관에 전시되어 있다. 범고래에 대한 공포는 해양공원의 전시 등으로 많이 사라졌다.

### 사육되는 범고래
범고래의 지능 및 길들이기 쉽다는 것, 생김새, 크기, 사람과 놀아 주기를 좋아하는 성격은 이들을 전 세계 수족관에 곧잘 전시되는 해양 포유류로 만들었다. 이들을 처음으로 기르기 시작한 곳은 1964년 밴쿠버에 있는 수족관이며, 그 뒤로 15년 동안 60에서 70마리의 범고래가 태평양에서 포획되어 길러지게 되었다. 이렇게 사육을 위해 직접 포획됨에 따라 이 지역의 비이주성 무리가 위협을 받고 있다. 1970년대에서 1980년대 초반까지는 주로 아이슬란드 해협에서 채집되었다. 이후 범고래는 인간들의 사육을 통해 성공적으로 번식하였다.
범고래 사육은 많은 논란을 일으키고 있으며, 많은 단체가 이를 막기 위해 계몽 운동을 펼치고 있다. 사육될 때 등지느러미의 붕괴를 비롯하여 여러 가지 신체적 이상이 생겼으며, 이는 60-90퍼센트의 수컷에게 관찰되고 있다. 사육되는 범고래는 수명이 야생에서보다 짧으며, 30에서 40년 정도를 사는 경우도 있지만 평균 수명은 20년 정도에 불과하다. 그에 비해 야생에서 암컷은 80년을 사며, 수컷은 60년을 산다. 사육 환경은 야생과 전혀 다르며 보통 다른 사회 무리의 개체와 섞여 사육된다. 야생에 비해 턱없이 작은 수조, 기형적인 사회 구조, 그리고 화학적으로 처리된 물이 범고래들에게 스트레스를 준다는 비판이 있으며, 그럼으로써 사육상의 범고래는 자기 자신, 다른 범고래나 심지어 사람에게 공격적으로 변모하기도 한다.

#### 등지느러미붕괴

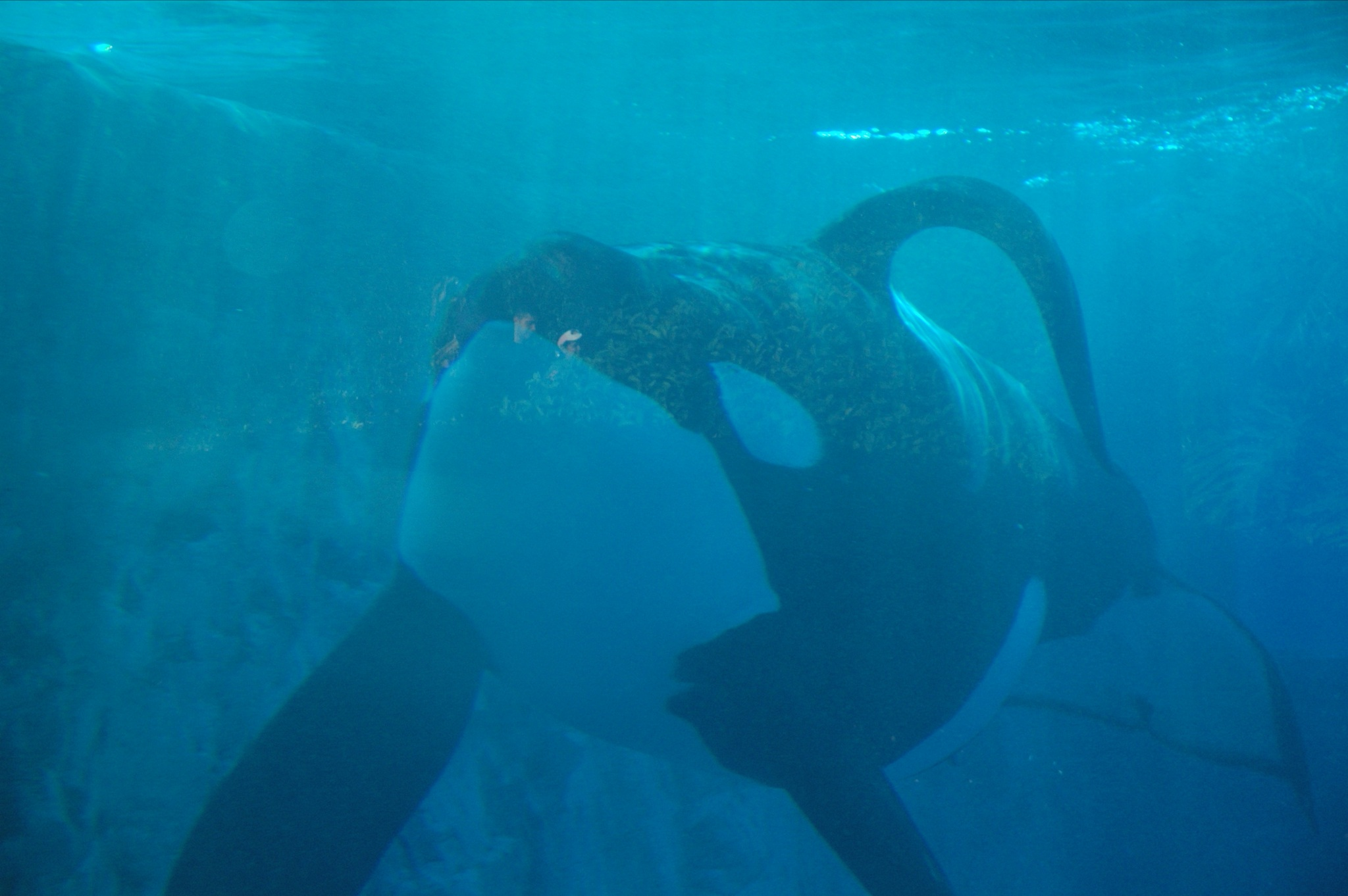
올랜도의 씨월드에 있는 등지느러미가 붕괴된 수컷

사육되는 범고래의 등지느러미 붕괴는 대부분 수컷에게 발생하며, 때때로는 암컷에게도 발생한다. 부분적으로나 한쪽으로 완전히 붕괴되기도 하는데, 이 현상을 설명하는 데에는 여러 가지 이론이 있다. 등지느러미는 콜라겐 조직 때문에 우뚝 설 수 있다.
한편에서는 등지느러미 붕괴가 범고래들의 병으로부터 발생되지는 않는다고 하였으며, 대신 콜라겐 조직의 영구적인 변형으로 발생하는 것으로 설명한다. 원인은 환경과 식성 변경, 단순화된 활동 패턴에 따른 저혈압 또는 콜라겐 조직의 장기적인 열 때문이라는 설이 있다. 씨월드의 가설에 따르면, 사육상의 범고래는 자주 물에 떠오를 수밖에 없기 때문에 콜라겐 조직에 무리가 가서 변형된다고 한다. 고래와 돌고래를 보호하는 사회는 야생보다 턱없이 작은 환경 때문이라고 주장한다. 씨월드에 따르면, 등지느러미의 변형은 각 개체의 건강 상태를 나타내는 지표가 아니라고 한다.
한편 야생에서는 등지느러미가 붕괴되는 일은 그다지 없으며, 있다 하더라도 배와의 충돌 등에서 생기는 경우뿐이다. 기름 유출 사고 이후 기름에 노출된 개체들의 등지느러미가 붕괴되었으며, 끝내 죽고 말았다. 해안가에서 고립된 개체들의 등지느러미가 붕괴된 것이 목격된 바가 있지만, 바다로 돌아간 후 원래 모습을 되찾은 것이 확인되었다.
뉴질랜드 연안에 서식하는 23퍼센트의 개체가 휜 등지느러미를 가진다고 보고 되었지만, 이들은 여러 가지 변형을 모두 포함한다. 뉴질랜드의 연구에 따르면, 30마리 중 2마리는 몸 전체에 많은 흉터를 지니고 있음이 드러났다. 브리티시 컬럼비아 해안에서의 변형률은 4.7퍼센트이며 노르웨이에서는 0.57퍼센트이다.

#### 인간을 공격한 사례
드물지만 야생 범고래가 인간에게 해를 끼친 예는 몇 번 확인되었다. 일례로, 알래스카에서 수영을 하던 소년이 범고래에게 쫓긴 사건과 탐험대가 정박하고 있던 얼음을 흔들리게 했던 적이 있다. 범고래에게 쫓긴 소년이 살던 곳은 알래스카에서도 항구물범이 많이 서식하는 지역이며, 범고래는 소년을 물범 중 하나로 오인한 것으로 보인다. 소년을 쫓기는 했었으나 물지는 않았다. 탐험대에게 일어난 사건에는 개가 끄는 썰매가 물범처럼 보여 범고래들을 부추긴 것으로 보인다. 인터넷 상에 돌아다니기도 하는 공격 영상은 조작된 것이 많다.
공격 사례는 오히려 사육되는 개체가 저지른 경우가 많다. ABC뉴스는 1970년대부터 24명정도의 인간을 공격했다고 보고했다.

#### 다른 공격 사례
잘 알려진 공격 사례는 1989년 8월, 씨월드에서 일어났다. 칸두 V라는 힘센 암컷이 새로 들어온 코키 II를 쇼 도중에 공격한 것이다. 코키 II는 태평양 마린랜드에서 들여왔으며, 사건 당시에 큰 소리가 났다. 조련사들이 이 범고래를 진정시키려고 노력했지만 칸두 V의 턱에 있는 동맥은 손상되어 있는 상태였다. 관중들은 공연장 밖으로 대피했으며, 45분 뒤 칸두 V는 사망했다.
본 프리(Born Free Foundation)라는 동물 보호 단체에서는 씨월드에 코키 II를 계속 사육하는 것에 대해 비판했으며 씨월드가 코키 II를 브리티시컬럼비아에 있는, 가족이 있는 고향으로 돌려 보내기를 원했다. ‘나무’라는 사육되던 개체는 세균성 감염 때문에 신경계가 손상되었으며, 그에 따라 사람에게 반응하지 않게 되었다. 결국에는 살던 우리에 전속력으로 전진해 요동치다가 몇 분 뒤에 죽었다. 그에 대한 다큐멘터리가 뒤에 만들어졌다.
썰매 개들의 짖는 소리는 범고래의 사냥 호기심을 유발하기 위한 물개 소리처럼 충분히 들렸을 것으로 추측된다. 1970년대에는 캘리포니아의 서퍼가 물렸고, 2005년에는 알래스카의 한 소년이 항구 바다표범들이 자주 찾는 지역에서 튀어오르던 범고래와 부딪혔는데, 이는 그를 먹잇감으로 잘못 인식한 것으로 보인다.야생 범고래와 달리, 포획된 범고래는 1970년대 이후 인간에게 거의 24번의 공격을 가했다.
태평양 북서부와 아이슬란드 해역에서는 범고래의 총격이 받아들여졌고 정부로부터 격려를 받기도 했다.꽤 최근까지 발생한 총격의 강도를 보여주는 것으로, 1970년 동안 수족관을 위해 푸겟사운드에서 포획된 범고래의 약 25%가 총상을 입었다.미 해군은 1956년 아이슬란드 해역에서 기관총, 로켓, 그리고 수심 충전으로 수백 마리의 범고래를 고의로 죽였다고 주장했다
2020년 7월부터 10월까지 포르투갈과 스페인 대서양 연안에서 적어도 40척의 오카스가 배를 공격했다는 믿을 만한 보고가 있었다. 중간 속도로 항해하는 중형 범선들에 대한 나체, 물기, 박치기 공격은 선체에 약간의 충격을 주면서 방향타에 집중되었다. 블랙 글래디스, 화이트 글래디스, 그레이 글래디스 등 3명의 청소년이 대부분의 공격에서 존재한 것으로 확인된 가운데, 소수의 오카스가 원인인 것으로 추정된다. 그 사건들은 무시무시했지만, 부상자는 없었다. 포르투갈 해안 경비대는 여러 사건이 보고된 지역에서 소형 선박을 금지했다. 그 행동은 공격적이거나 복수적이기보다는 장난기가 많은 것으로 생각된다.

### 고래 구경
고래 관찰 은 계속해서 인기가 높아지고 있지만 범고래에게 문제가 될 수 있다. 대량의 선박 이동으로 인한 배기 가스에 노출되면 2019년 초에 남은 75 마리의 남아있는 남부 범고래의 전반적인 건강에 문제가 발생한다. 이에 대한 대응으로 2017년 브리티시 컬럼비아 해안의 보트는 이전 100m에 비해 최소 접근 거리가 200m이다. 이 새로운 규칙은 2011년부터 시행된 워싱턴주의 최소 접근 구역 인 180m를 보완한다. 고래가 선박에 접근하면 고래가 지나갈 때까지 중립에 두어야한다. 세계 보건기구 (WHO)는 이러한 선박에서 발생하는 배출량을 제어하기 위해 대기 질 기준을 설정했다.

### 문화

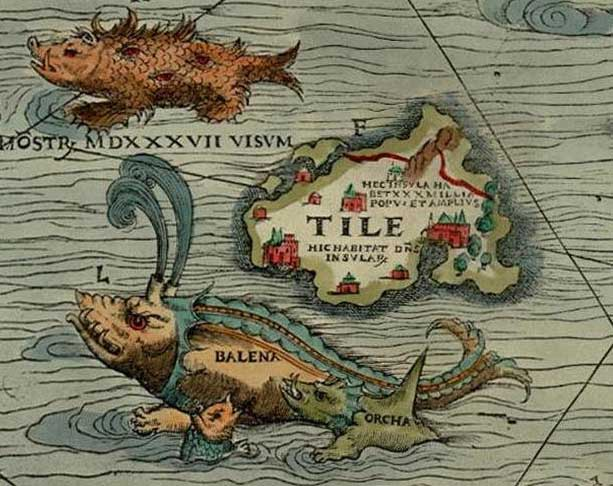
섬을 범고래와 고래가 둘러싸는 모습을 그린 그림

북아메리카 북서 지방의 원주민 문화, 종교 관련물에는 범고래가 많이 등장한다.
시베리아 유피크 원주민의 전래 동화에 따르면, 늑대와 범고래는 같은 존재로서 겨울이 되면 늑대로 여름이 되면 범고래로 변한다는 믿음이 전해 내려온다. 범고래는 바다에서 바다코끼리를 몰면서 사냥꾼을 돕는다는 믿음이 있다. 배에 범고래의 그림을 새기거나 사냥할 때에 범고래가 새겨진 나무판을 걸고 다니면서 범고래를 숭앙했던 것으로 보인다. 범고래들에 대한 예의로 담배를 바다에 던지기도 하였다. 범고래가 늑대로 변한 뒤에도 순록을 몰아줌으로써 사냥꾼들을 돕는 것으로 여겨졌다.
서방의 문학에서는 Orca라는 이름으로 이따금 등장하기도 했다. 하지만 이곳에서는 대개 사람을 해치는 바다괴물로 묘사되었다. 이러한 묘사는 1970년대까지 지속되었다.
영화 《오르카》는 인간 때문에 짝을 잃은 수컷이 복수심으로 말미암아 광포하게 행동함을 묘사한다. 이 영화는 오르카가 복수할 수도, 결말에는 끝내 인간을 용서할 수도 있는 지능을 지니고 있음을 간접적으로 보여 주고 있다. 《죠스》라는 영화에서는 백상아리를 사냥하는 배의 이름이 “오르카”였다.
최근에 범고래에 대한 연구가 늘고 해마다 인기가 증가하면서 범고래의 늑대 같은 이미지는 지워져 버렸다. 지금은 바다의 포식자이면서 인간에게는 해를 끼치지 않는 동물로 인식되고 있다.
애니메이션 영화 《해피피트》에서는, 주인공 일행을 공격한 2마리의 수컷 범고래를 강력하고 영리한 포식자이자 놀기를 좋아하는 동물로 묘사했으며, 인간이 일으킨 해양 오염의 많은 피해자 중에서 하나로 표현하였다. 이들 중 한 범고래는 프로펠러에 입은 상처를 지니고 있으며, 배에 대한 공포심이 강한 것으로 묘사된다. 범고래의 부정적인 이미지는 수면에서 옅보기, 빙산 흔들기와 먹잇감을 차거나 던지는 데에서 비롯하였다.
영화 《프리윌리》는 사육되는 범고래를 놓아 주려는 과정을 그리고 있다. 케이코라는 아이슬란드 해협에서 채집된 수컷이 주인공으로 등장한다. 오리건의 수족관에서 재활을 거친 후에 고향으로 되돌아갔지만, 그 뒤에도 인간에게 의지할 수밖에 없었으며, 2003년 12월에 폐렴으로 세상을 떠나고 말았다.

## 참고 자료
- Orca: The Whale Called Killer, Erich Hoyt, Camden House Publishing, ISBN 0-920656-25-0
- Killer Whale, John K.B. Ford, pp669–675 in the Encyclopedia of Marine Mammals, Academic Press, ISBN 0-12-551340-2
- National Audubon Society Guide to Marine Mammals of the World, Reeves, Stewart, Clapham and Powell. Alfred A. Knopf. ISBN 0-375-41141-0
- Kharakter vzaimootnoshenii kasatok i drugikh kitoobraznykh in Morskie mlekopitayushchie (in Russian, transliterations vary). "The nature of interrelationships between Killer Whales and Other Cetaceans" I.V.Shevchenko, 1975 pp173–175. (The author describes his discovery of Orca cannibalism).
- Ellis, Graeme; Bruce Obee. 《Guardians of the Whales》. Whitecap Books. ISBN 1-55110-034-7.
- Ford, John K.B.; Graeme Ellis, Kenneth C. Balcomb. 《Killer Whales》. UBC Press. ISBN 0-7748-0469-6.
- Menovshchikov, G. A.: Grammar of the language of Asian Eskimos. Vol. I. 러시아 과학 아카데미(Academy of Sciences of the USSR), Moscow • Leningrad, 1962. Original data: Г.А. Меновщиков: Грамматиκа языка азиатских эскимосов. Часть первая. Академия Наук СССР. Москва • Ленинград, 1962.
- Menoščikov, G. A.: Popular Conceptions, Religious Beliefs and Rites of the Asiatic Eskimoes. Published in Diószegi, Vilmos et Hoppál, Mihály: Folk Beliefs and Shamanistic Traditions in Siberia. Akadémiai Kiadó, Budapest, 1968, 1996.
- Rubcova, E. S.: Materials on the Language and Folklore of the Eskimoes, Vol. I, Chaplino Dialect. 러시아 과학 아카데미(Academy of Sciences of the USSR)
- Leningrad, 1954. Original data: Е.С. Рубцова: Материалы по языку и фольклору эскимосов (чаплинский диалект). Академия Наук СССР. Москва * Ленинград, 1954.
- Robin W Baird Killer Whales of the World (2002) Voyageur Press, Stillwater, MN